# Klokkentoren

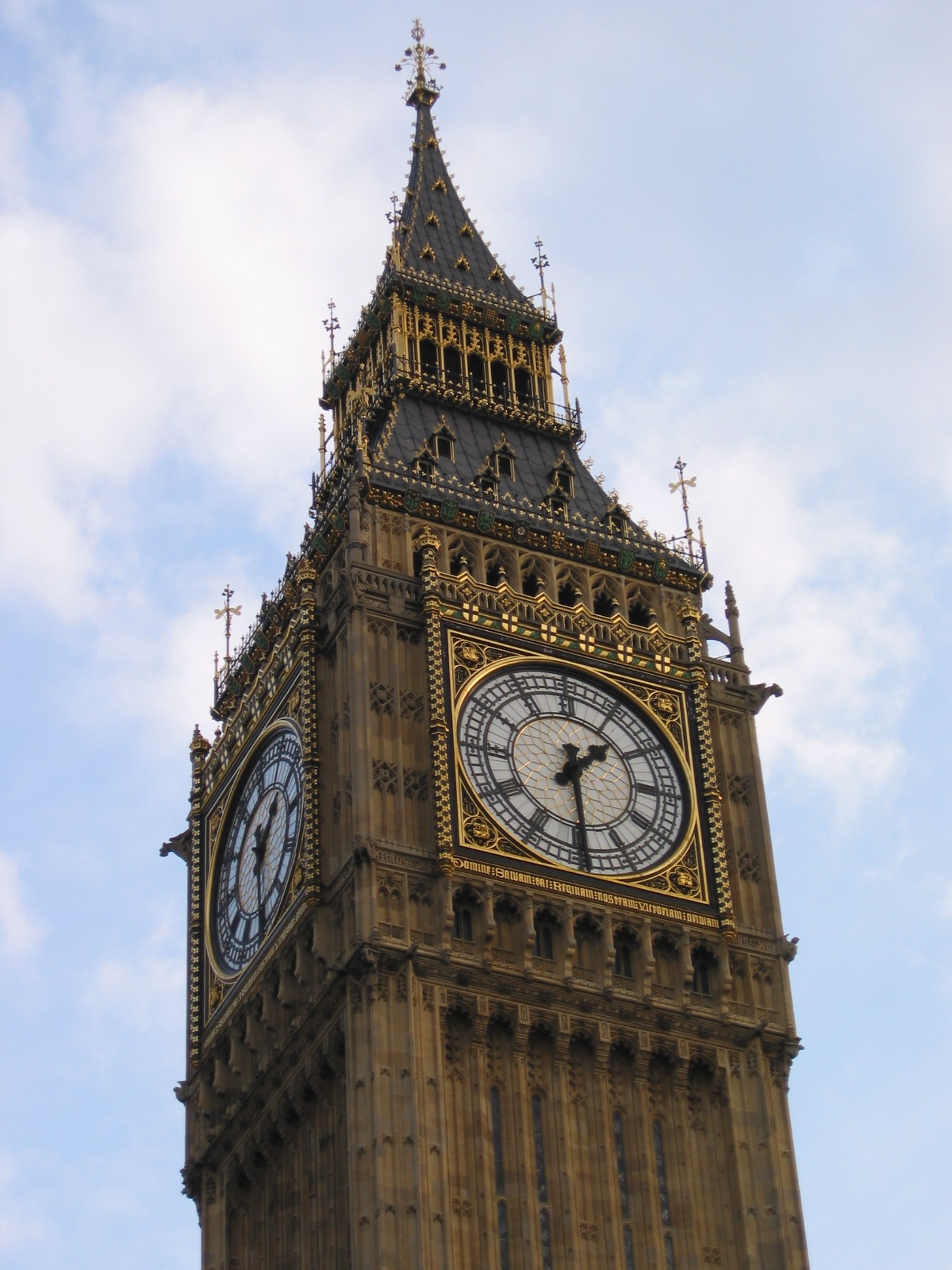
Elizabeth Tower, Londen

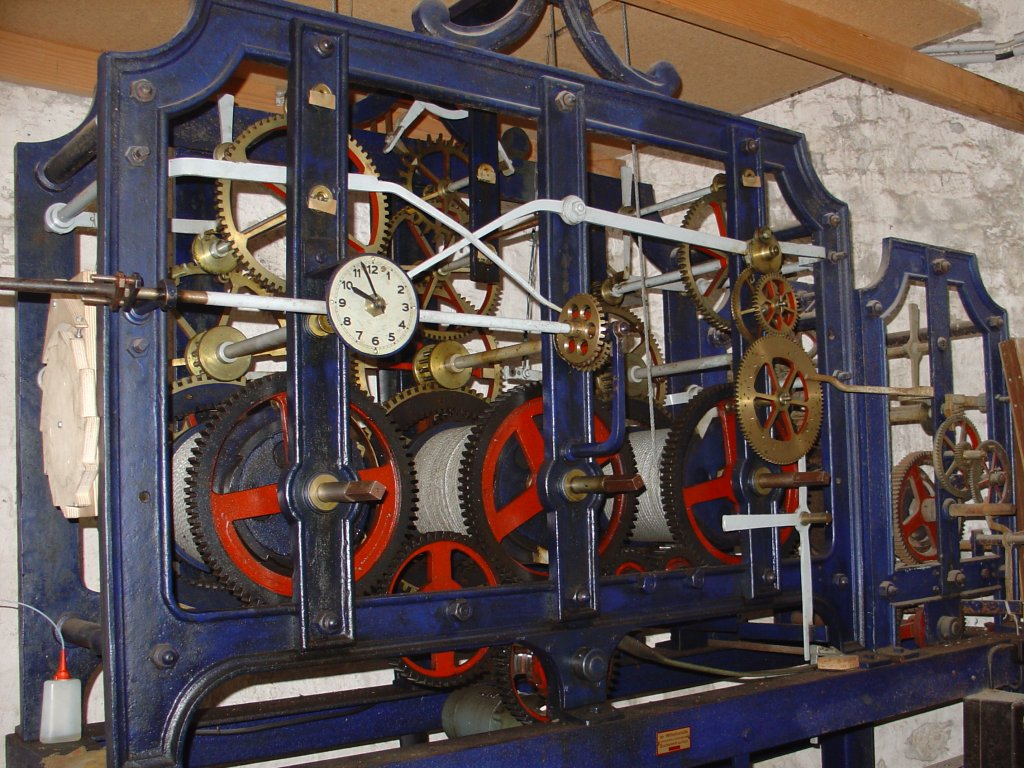
Uurwerk binnenin een klokkentoren

Een klokkentoren is een toren, die meestal bij een ander gebouw hoort en waarin klokken (bellen) hangen. Vaak heeft een klokkentoren een uurwerk (ook 'klok' genoemd) met één of meer (soms vier) goed zichtbare wijzerplaten. Een van de bekendste klokkentorens ter wereld is de Elizabeth Tower van het Palace of Westminster in Londen, waarin zich de Big Ben bevindt (en die daardoor ten onrechte vaak zelf de Big Ben wordt genoemd).
Een klokkentoren hoort meestal bij een religieus gebouw, zoals een tempel, kerkgebouw of kapel, maar komt ook voor bij openbare of representatieve gebouwen als gemeentehuizen, parlementsgebouwen, spoorwegstations of paleizen. De luidklok is meestal verbonden met een tijdsmechanisme, zodat de tijd ook door middel van een hamerslag op de luidklok kan worden aangegeven. De klokken geven meestal ieder heel en half uur geluid; soms ook ieder kwartier. Sommige klokken kunnen tevens een melodie spelen (klokkenspel).
Klokkentorens hebben tegenwoordig vooral historische en esthetische waarde. Vroeger hadden ze vooral praktische waarde, omdat weinig mensen een horloge bezaten. Klokkentorens werden om die reden gebouwd nabij het centrum van een plaats, waren meestal hoger dan de omliggende bebouwing en waren aan alle zijden voorzien van wijzerplaten, zodat de tijd vanaf vrijwel elke plek buitenshuis gezien kon worden.

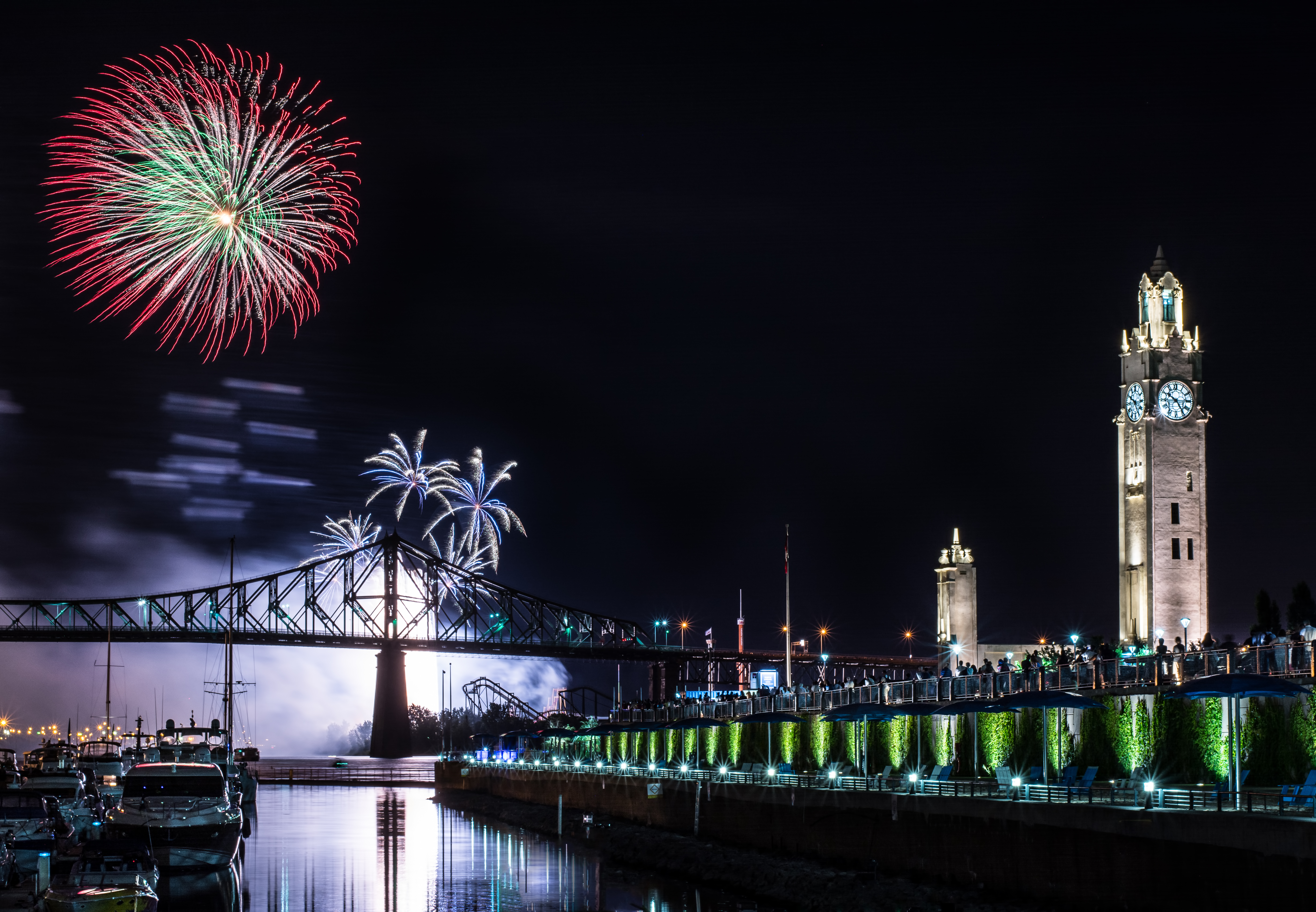
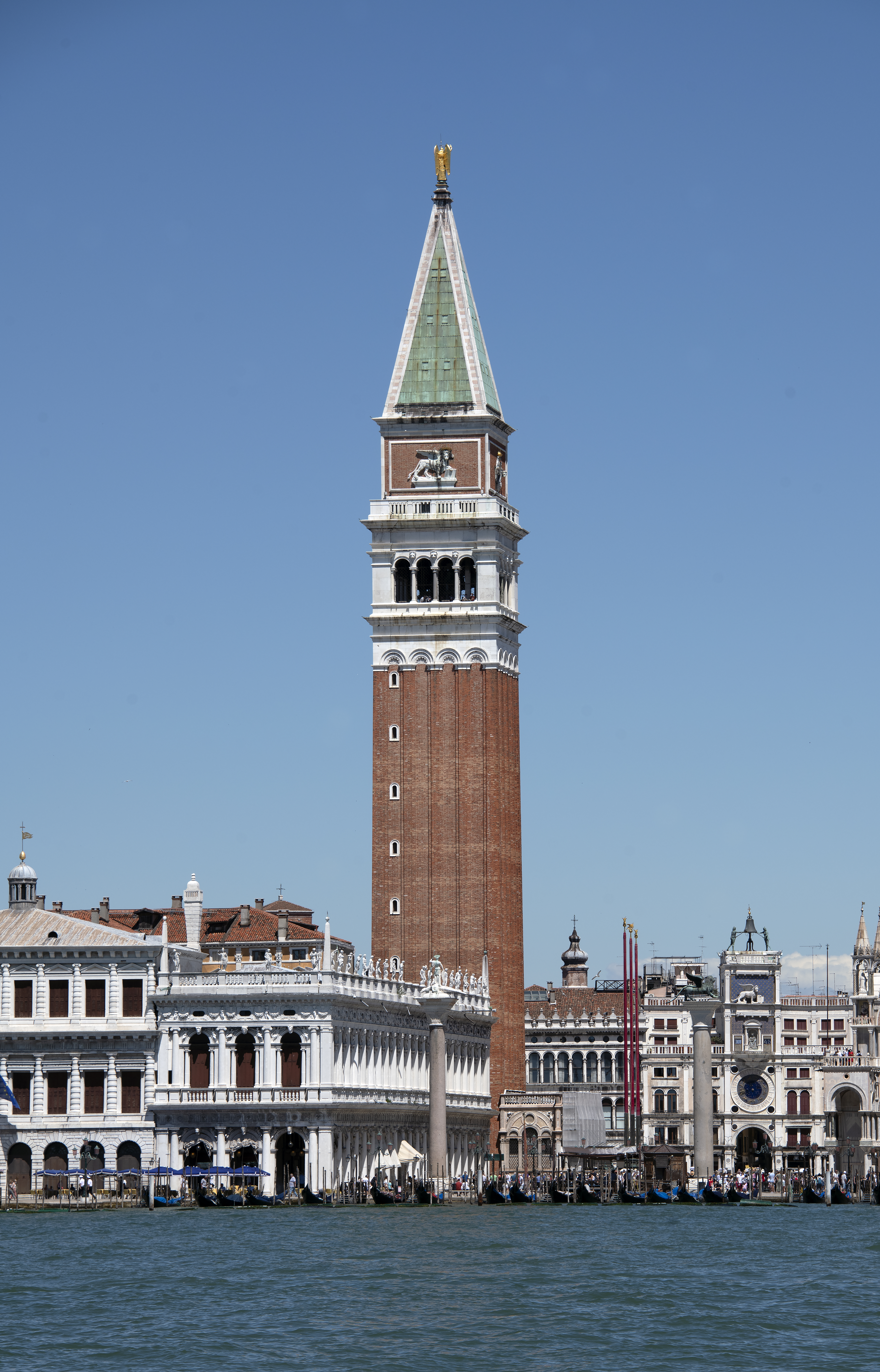
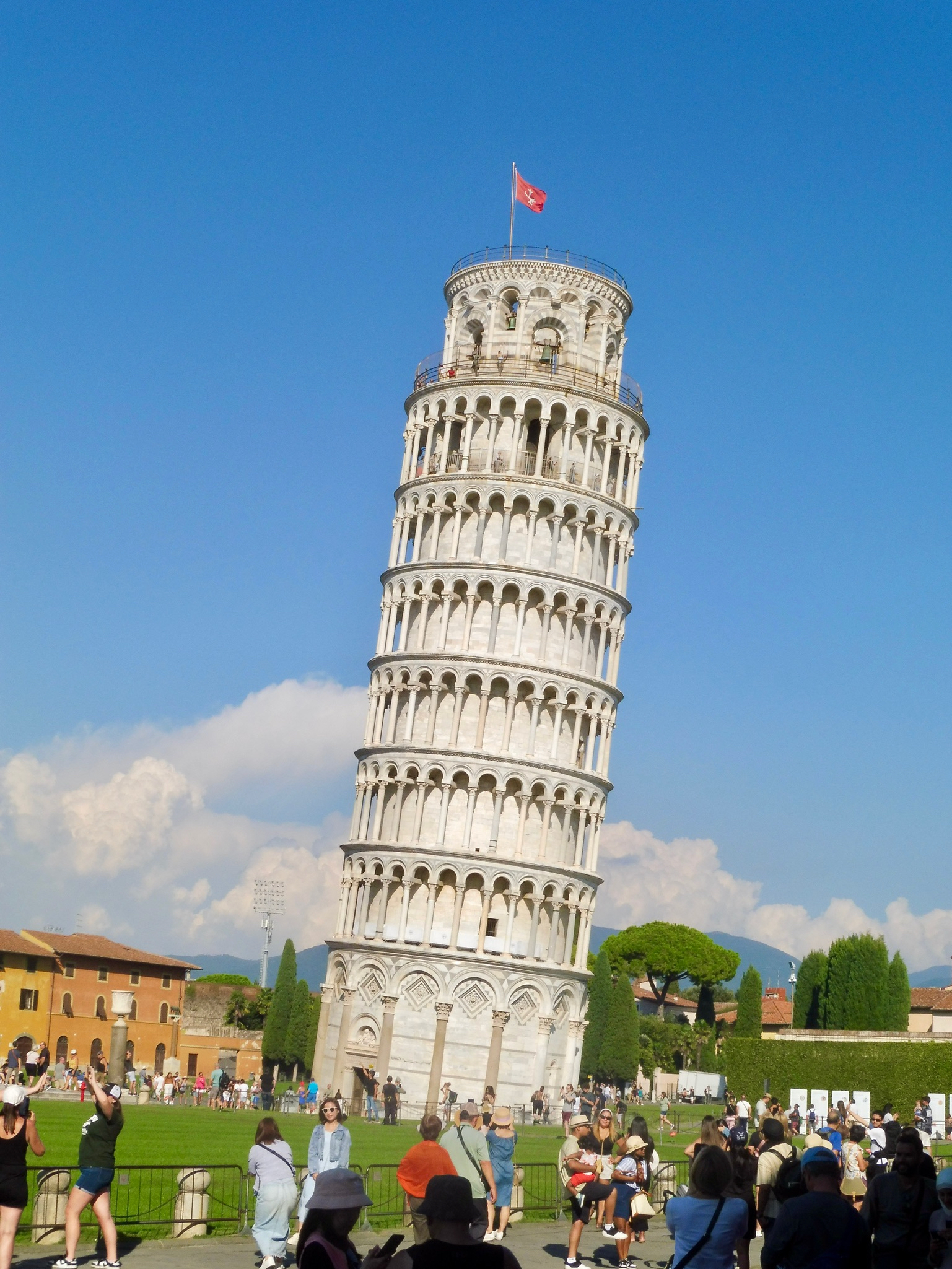